# Хофштетен (Баден)
Хофштетен (њем. Hofstetten) општина је у њемачкој савезној држави Баден-Виртемберг. Једно је од 51 општинског средишта округа Ортенау. Према процјени из 2010. у општини је живјело 1.703 становника. Посједује регионалну шифру (AGS) 8317046.

## Географски и демографски подаци
Хофштетен се налази у савезној држави Баден-Виртемберг у округу Ортенау. Општина се налази на надморској висини од 259 метара. Површина општине износи 18,2 km². У самом мјесту је, према процјени из 2010. године, живјело 1.703 становника. Просјечна густина становништва износи 94 становника/km².

## Међународна сарадња
| Мјесто        | Држава    | Врста сарадње | Од    |
| ------------- | --------- | ------------- | ----- |
| Лањи сир Марн | Француска | партнерство   | 1969. |
| Извор         |           |               |       |